# 贾韦拉-德尔蒙特洛
贾韦拉-德尔蒙特洛（義大利語：Giavera del Montello），是意大利威尼托大区特雷维索省的一个市镇。总面积19.9平方公里，人口5163人，人口密度259.4人/平方公里（2009年）。国家统计（ISTAT）代码为026032。